# Моргандејл (Охајо)
Моргандејл (енгл. Morgandale) насељено је место без административног статуса у америчкој савезној држави Охајо.

## Демографија
По попису из 2010. године број становника је 1.224.
| Група             | 2000.    | 2010.         |
| Белци             | 0 (0,0%) | 1.143 (93,4%) |
| Афроамериканци    | 0 (0,0%) | 30 (2,5%)     |
| Азијати           | 0 (0,0%) | 6 (0,5%)      |
| Хиспаноамериканци | 0 (0,0%) | 21 (1,7%)     |
| Укупно            | 0        | 1.224         |